# Forster Gyula

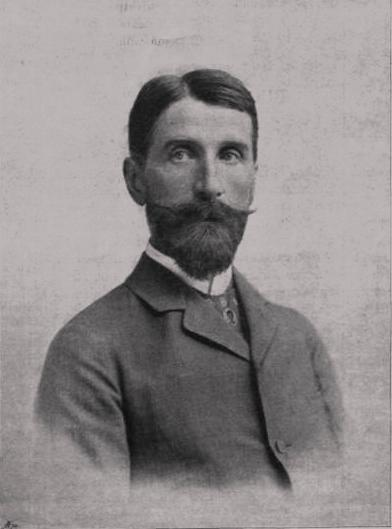
Forster Gyula arcképe

Pusztakéri báró Forster Gyula (Esztergom, 1846. december 21. – Budapest, 1932. július 18.) jogi és művészeti szakíró, az MTA tagja (1899–1904), az MTA Igazgatótanácsának tagja (1904-től), a Műemlékek Országos Bizottságának elnöke.

## Életpályája
Forster János primatialis jószágkormányzónak fia. A gimnáziumba Esztergomban járt, ezután a pesti egyetemen végzett jogi tanulmányokat, majd a doktorátus elnyerése után 1869-től két éven át Párizsban tanult, a Collège de France-on. 1870-ben a közalapítványi ügyigazgatósághoz joggyakornokká nevezték ki. 1872-ben ügyvédi oklevelet kapott, de még ugyanebben az évben a vallás- és közoktatásügyi minisztériumba nyert beosztást mint fogalmazó dr. Hegedűs Lajos miniszteri tanácsos mellett. Később a képzőművészetekre, alapítványokra és műemlékekre vonatkozó ügyek vezetője, 1883. április 22-én miniszteri tanácsos lett, erről az állásáról azonban 1887. január 2-án lemondott. 1887 és 1911 között a Magyar Földhitelintézet egyik igazgatója volt. 1887. október 24-től a Műemlékek Országos Bizottságának alelnökeként, majd 1895-től elnökeként nagy része volt sok hazai műemlék helyreállításában és megmentésében. Másodelnöke volt az Országos Képzőművészeti Tanácsnak, elnöke az Erzsébet királyné-emlékbizottságnak. Tagja volt annak a kiküldött bizottságnak, amely 1906-ban II. Rákóczi Ferenc és bujdosó társai hamvait Törökországból hazahozta. 1891-től a Magyar Tudományos Akadémia archeológiai bizottságának tagja, 1899-ben az intézmény tiszteletbeli tagja, 1904-ben pedig az MTA igazgatótanácsának tagjává választották. 1904-ben a magyar bárói méltóságot és az örökös főrendiházi tagságot, 1911-ben pedig a belső titkos tanácsosi méltóságot nyerte. Nagy alapítványokat tett a hazai földművelést elmozdító munkák, egyháztörténeti monográfiák írása továbbá levéltári kutatások, valamint a magyar történeti tárgyú festészet elősegítése céljából.
Felesége szobi Luczenbacher Erzsébet (1854–1943) volt, akitől négy fiúgyermeke származott:
- Gyula (1874. május 31. – 1939[6]), cs. és kir. követségi titkár
- Pál (1876. október 15. – ?) cs. és kir. alkonzul
- Dezső (1879. február 20. – 1950. június 30.)
- Jenő (1885. június 15. – 1937. május 11.), felesége báró Gerliczy Erzsébet.

## Szakírói munkássága
- Forster Gyula szerkesztette a III. Béla magyar király emlékezete című díszkiadványt (Budapest 1900) és az ő szerkesztése alatt jelentek meg a Műemlékek Országos Bizottságának  Magyarország műemlékei című kiadványai (I. és II. kötet 1905—06).
- Számos értekezést írt, sokoldalú tevékenységet fejtett ki a tudomány és művészet érdekében.
- A műemlékek védelme a magyar és külföldi törvényhozásban (Budapest 1906), című művében mintegy előkészítője volt az ingó műemlékek védelmére  tervezett és 1912-ben tárgyalás alatt álló törvényjavaslatnak.

## Emlékezete
- Nevét viselte a Forster Központ, amely 2016-ban szűnt meg.
- Róla nevezték el a Forster Gyula-díjat, mellyel a műemlékvédelem területén sikereket elért személyeket díjazzák.

## Művei
- A Kassán fennállott nemesi convictus. Budapest, 1882.
- A magyar vallás-alap hajdan és most. Budapest, 1888. (Névtelenül)
- A kath. clerus sérelmei 1848 előtt és után. Budapest, 1889. (és Budapest, 1892.)
- A magyar tanulmányi alap hajdan és most. Budapest, 1892.
- Az ingó műemlékek. I-VIII. Budapest, 1893. (Névtelenül)
- III. Béla magyar Király emlékezete. Szerk. Budapest, 1900.
- Magyarország műemlékei. I-IV. Szerk. Budapest, 1905-1915.
- A műemlékek védelme. Budapest, 1906.
- Schulek Frigyes. Budapest, 1925.
- Gróf Berchényi László franciaország marsallja. Budapest, 1925.
- A Magyar Tudományos Akadémia és a műemlékek védelme. Budapest, 1928.